# Стратосфера Лас-Вегас
«Стратосфера Лас-Вегас» (англ. Stratosphere Las Vegas) — отель-казино, расположенный на бульваре Лас-Вегас-Стрип, в Лас-Вегасе, штат Невада, США. Принадлежит компании American Casino & Entertainment Properties, подразделению American Real Estate Partners. В гостинице — 2444 номера и казино площадью 7000 м².
Башня отеля-казино «Стратосферы» — высочайшая обзорная башня в США. Кроме того в верхней части башни задействовано несколько высотных аттракционов, например такой, как выносная за пределы верхнего яруса карусель.
«Стратосфера» — самое северное из крупных казино на бульваре Стрип, и, как все другие, принадлежит северному Стрипу.
После своего открытия в 1996 году, первое время «Стратосфера» из-за своего расположения вдалеке от самых популярных отелей-казино Лас-Вегаса было гораздо менее популярным, чем планировалось изначально, однако в конечном итоге низкие цены на номера и уникальные предложения гарантировали его успех.
Хотя многие туристы считают расположение «Стратосферы» неудобным, другие (расположенные к перемене мест либо любящие менять казино в течение дня или ночи) расценивают местоположение казино как дополнительное достоинство. Во-первых, Stratosphere находится примерно посредине между крупнейшими отелями-казино, расположенными южнее на бульваре Лас-Вегас-Стрип в пригороде Парадайз, и находящимся к северу историческим центром Лас-Вегаса, основные отели-казино которого расположены вдоль Фримонт-стрит в даунтауне. А во-вторых, между отелями-казино даунтауна и Стрипа круглосуточное сообщение, включая прекрасный панорамный двухпалубный автобус The Deuce, который следует мимо и останавливается у «Стратосферы».

## История
Казино было задумано Бобом Ступаком, владельцем игорных заведений в Лас-Вегасе, как замена его же казино Vegas World. В 1995 в уже реализуемый частный проект в качестве партнёра вошла компания Grand Casinos, а чуть позже была образована Stratosphere Corporation, уже публичная компания, чьи акции были доступны для покупки любым желающим.
Отель-казино был торжественно открыто 30 апреля 1996 года, а вскоре после этого Stratosphere Corporation обанкротилась, что стало причиной остановки строительства второго гостиничного корпуса, несколько этажей которого были уже частично завершены. Это же банкротство привело и к смене собственника: через скупку выпущенных облигаций контроль над «Стратосферой» получил Карл Айкан, миллиардер и владелец холдинга Icahn Enterprises L.P. (до 2007 года известный под именем American Real Estate Partners).
В июне 2001 года казино существенно расширилось: было завершено строительство второго гостиничного корпуса на 1000 номеров. Стоимость проекта составила $65 миллионов.

## Аттракционы

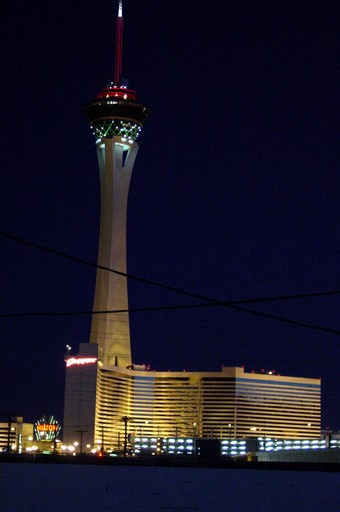
Отель-казино Stratosphere

Главной достопримечательностью отеля-казино является его обзорная башня высотой 350 метров — это не только высочайшее сооружение в Лас-Вегасе, но и второе по высоте свободно стоящее сооружение в США к западу от Миссисипи после дымовой трубы Кеннекотт в штате Юта.
На вершине башни находятся обзорная площадка, вращающийся ресторан и следующие аттракционы:
- The Big Shot (находится на высоте 329 м, высочайший аттракцион в мире; представляет собой кресла, установленные по кругу на квадратную раму, которая с резкими ускорениями и торможениями «прыгает», а фактически скользит вдоль вертикального шпиля башни);
- Insanity the Ride (открыт в 2005, находится на высоте 274 м; представляет собой «выносную карусель», имеющую форму расположенных звездой клешней с креслами внизу этих клешней, крепящихся вверху к поворотной консоли, которая после посадки и фиксации туристов в креслах разворачивается и выносит карусель за пределы башни, где и начинается вращение по кругу со скоростью примерно 40 миль в час с плавным отводом кресел назад к горизонтали — катающиеся могут наблюдать перед собой землю с высоты порядка 280 м);
- XSCREAM (находится на высоте 264 м);
- The High Roller (находился на высоте 277 м, являлся высочайшими «американскими горками» в мире, был закрыт 30 декабря 2005, чтобы освободить место для нового аттракциона). Сейчас — по состоянию на январь 2010 — здесь установлен новый аттракцион — съезжающий по направляющим в сторону от башни раскачивающийся и резко тормозящий открытый вагон.

## Казино
Казино, находящиеся в менее популярных районах Лас-Вегаса, в целях привлечения туристов обычно предлагают посетителям лучшие ставки, чем более выгодно расположенные игорные заведения. «Стратосфера» — не исключение. Например, минимальная ставка в блек-джек здесь составляет $5, в то время как типичный минимум в отелях-казино на бульваре Стрип — $10.

## В культуре
- Финал фильма «Домино» происходит на верхнем этаже Стратосферы.
- В видеоигре Fallout: New Vegas казино «Stratosphere» с некоторыми косметическими изменениями присутствует под названием «Lucky 38» и служит постоянным прибежищем владельца города — Мистера Хауса.